# Іванюта Світлана Миколаївна
Світлана Миколаївна Іванюта (нар. 22 березня 1946, с. Мала Перещепина Полтавського району Полтавської області) – українська економістка, докторка економічних наук.

### Біографія
Світлана Миколаївна Іваню́та народилася 22 березня 1946 року в селі Мала Перещепина Полтавського району Полтавської області. 
У 1972 році закінчила Полтавський державний сільськогосподарський інститут (нині Полтавський державний аграрний університет).
З 1973 року по 1976 рік та з 1995 року по 2001 рік працювала на підприємствах АПК Полтавської області. 
У 1976–1995 роках працювала у Полтавському аграрному коледжі управління і права. 
У 2001–2005 роках завідувач відділу другої вищої освіти Інститут післядипломної освіти Полтавської державної аграрної академії . 
Від 2006 року професор кафедри менеджменту організацій та зовнішньоекономічної діяльності Полтавського університет споживчої кооперації України (нині Полтавський університет економіки і торгівлі). 
У 2006 році захистила дисертацію «Антикризове управління у аграрній сфері» і здобула науковий ступень доктора економічних наук.
Сфера наукових інтересів стосується обґрунтуванню та дослідженню теоретико-методологічних та організаційних засад антикризового управління в аграрній галузі. Авторка наукових праць, серед них монографія, навчальні посібники та публікації в наукових фахових виданнях.

### Науковий доробок

#### Монографія
- Іванюта С. М. Антикризові заходи в підприємствах АПК : монографія / С. М. Іванюта. – Полтава : ПДАА, 2003. – 300 с.

#### Навчальні посібники
- Антикризове управління в АПК : навч. посібник / С. М. Іванюта, В. Ф. Іванюта, В. В. Писаренко, В. Д. Чумак. – Кобеляки : Кобеляки, 2002. – 208 с.
- Іванюта С. М. Мікроекономіка. Ч. 1 : навч. посібник / С. М. Іванюта, В. В. Писаренко. – Полтава : [б. в.], 2003 – 124 с.
- Іванюта С. М. Мікроекономіка. Ч. 2 : навч. посібник / С. М. Іванюта, В. В. Писаренко. – Полтава : [б. в.], 2003 – 242 с.
- Іванюта С. М. Підприємництво та бізнес-культура : навч. посібник / С. М. Іванюта, В. Ф. Іванюта. – Київ : Центр навчальної літератури, 2007. – 288 с.
- Іванюта С. М. Антикризове управління : навч. посібник / С. М. Іванюта. – Київ : Центр навчальної літератури, 2007. – 288 с.

#### Публікації в наукових фахових виданнях
- Іванюта С. Людські ресурси Полтавської області в умовах ринкових перетворень / С. Іванюта // Регіональні перспективи. – 2000. – № 6. – С. 42–44.
- Іванюта С. Управління трудовими ресурсами за багатоукладної економіки АПК / С. Іванюта // Вісник Полтавського державного сільськогосподарського інституту. – 2000. – № 6. – С. 98–101.
- Іванюта С. Демографічна ситуація Полтавської області / С. Іванюта // Регіональні перспективи. – 2001. – № 5/6. – С. 103–105.
- Іванюта С. Кадровий менеджмент у виробничому кооперативі /С. Іванюта // Вісник Полтавського державного сільськогосподарського інституту. – 2001. – № 5/6. – С. 88–89.
- Іванюта В. Аналіз виробництва основних видів сільськогосподарської продукції на Україні та в Полтавській області (1940-2000 рр.) / В. Іванюта, С. Іванюта // Регіональні перспективи. – 2003. – № 4/5. – С. 97–99.
- Іванюта С. Міграційні процеси та їх наслідки : [у т. ч. по Полтавскій області] / С. Іванюта // Вісник Полтавської державної аграрної академії. – 2004. – №4. – С. 128–129.
- Іванюта С. Демографічна ситуація сільської місцевості: причини і наслідки / С. Іванюта // Економіка і регіон. – 2005. – № 2. – С. 190–192.
- Іванюта С. М. Методологічні підходи щодо понять «платоспроможність» та «ліквідність» / С. М. Іванюта, П. В. Іванюта // Вісник Полтавської державної аграрної академії. – 2005. – № 3. – С. 150–153.
- Іванюта С. Демографічні процеси у формуванні трудового потенціалу регіону : [Полтавська область] / С. Іванюта, О. Ольшанська // Економіка і регіон. – 2006. – № 4. – С. 137–142.
- Іванюта С. М. Особливості функціонування міграційних процесів на регіональному ринку праці / С. М. Іванюта, І. Б. Чичкало-Кондрацька, В. Ф. Іванюта // Науковий вісник Полтавського університету споживчої кооперації України: Серія : Економічні науки. – 2008. – № 2. – С. 7–10.
- Іванюта С. М. Ефективність біотехнологічних методів виробництва м’ясної сировини [Електронний ресурс] / С. М. Іванюта, Н. М. Бейдик, С. Ю. Смислов // Агроінком. – 2008. – № 1-2. – С. 56–59. – URL: http://nbuv.gov.ua/UJRN/agroincom_2008_1-2_17 (дата звернення: 01.07.2025)
- Іванюта С. М. Особливості регіонального підходу до рентної парадигми використання ресурсного потенціалу України / С. М. Іванюта, В. Ф. Іванюта // Науковий вісник Полтавського університету споживчої кооперації України: Серія : Економічні науки. – 2009. – № 5. – С. 8–12.
- Іванюта С. М. Методологічні підходи щодо забезпечення будівельних об’єктів матеріальними ресурсами : (торговельні підприємства) / С. М. Іванюта, С. Е. Джаферова // Інвестиції: практика та досвід. – 2009. – № 2. – С. 33–35.
- Іванюта С. М. Особливості підготовки менеджера зовнішньоекономічної діяльності [Електронний ресурс] / С. М. Іванюта, В. Ф. Іванюта, О. М. Черчик. // Державне управління: удосконалення та розвиток. – 2010. – № 12. – URL: http://nbuv.gov.ua/UJRN/Duur_2010_12_7 (дата звернення: 01.07.2025)
- Іванюта С. М. Рецензія на монографію «Інвестиційна діяльність аграрних підприємств» (автор - Вініченко І. І.) / С. М. Іванюта // Економіка та держава. – 2010. – № 12. – С. 133.
- Іванюта С. М. Інноваційно-інвестиційна політика розвитку національної економіки / С. М. Іванюта, В. Ф. Іванюта // Методологія та практика менеджменту на порозі ХХІ століття: загальнодержавні, галузеві та регіональні аспекти. Ч. 1: матеріали V міжнар. наук.-практ. конф., 13-14 трав. 2010 р. / редколегiя О. О. Нестуля, Л. Г. Войнаш, І. А. Маркіна. – Полтава : РВВ ПУЕТ, 2010. – С. 90–93.
- Іванюта С. М. Управління інноваційною діяльністю підприємства організацій [Текст] / С. М. Іванюта, М. В. Пачина // Методологія та практика менеджменту на порозі ХХІ століття: загальнодержавні, галузеві та регіональні аспекти. Ч. 1: матеріали V міжнар. наук.-практ. конф., 13-14 трав. 2010 р. / редколегiя О. О. Нестуля, Л. Г. Войнаш, І. А. Маркіна. – Полтава : РВВ ПУЕТ, 2010. – С. 86-88.